# Trigonodera fulvosericans
Trigonodera fulvosericans is een keversoort uit de familie waaierkevers (Rhipiphoridae). De wetenschappelijke naam van de soort is voor het eerst geldig gepubliceerd in 1878 door Fairmaire.